# 岡山元同僚女性バラバラ殺人事件
岡山元同僚女性バラバラ殺人事件（おかやまもとどうりょうじょせいばらばらさつじんじけん）は、2011年（平成23年）9月30日に岡山県岡山市北区で発生した強盗強姦・強盗殺人などの事件。
最高裁が1983年（昭和58年）に死刑適用基準「永山基準」を示して以降、殺害された被害者が1人の事件では死刑が回避される傾向がある中で、本事件は殺害された被害者が1人で、かつ被告人に前科前歴がなかった殺人事件であるにもかかわらず、刑事裁判において死刑判決が言い渡されてそれが確定した特異な事例である。

## 元死刑囚S
本事件の加害者である男S・K（姓名のイニシャル / 以下「S」と表記）は1982年（昭和57年）9月29日に生まれた。
刑事裁判で死刑が確定し、死刑確定者（死刑囚）となったSは法務大臣金田勝年が発した死刑執行命令により、2017年（平成29年）7月13日に収容されている広島拘置所で死刑を執行された（34歳没）。

## 概要

### 事件の経緯

#### 男性殺害計画
男S（事件当時29歳）は2009年11月にある女性と交際を始めたが、翌年6月頃に破局した。その後、Sは女性が別の男性と交際したことを知り、その男性の殺害を計画したが実行することはできなかった。

#### 強姦・殺害の計画
交際相手に関係を絶たれたことでフラストレーションが溜まっていたSは、それを解消する手段として誰かを強姦した上で殺害することを企てた。Sは自身が居住していたマンションの隣人女性を襲うことを計画したが、それも失敗に終わった。その後、Sは勤務先であるシンフォームの同僚の中から自身の好みである女性3人を候補に選び、その中から1人を襲うことを決意した。

#### 被害者Aを強姦・殺害
Sは2011年9月20日付でシンフォームを退社し、2011年9月30日に岡山市内の自宅アパートを引き払った。Sは同日夜に社員証の返却という名目で岡山市北区の同社を訪れた際に、3人の中で最初に同社から出てきた被害者・同社派遣社員の女性A（当時27歳）に「見てもらいたいものがある」と話しかけ、Aを社内の倉庫に呼び出すことに成功した。Sは倉庫の鍵を掛けるなりAを殴り倒した。そして所持していた手錠で手を縛った上で、Aを強姦した。その際Sは、Aから現金24,000円・バッグを奪い取った。Aは「誰にも言わないから助けて」と命乞いをしたが、Sはそのような懇願を無視し、バタフライナイフでAの胸を10回以上刺した。しかしなかなか絶命しなかったため、頸動脈をかき切ってAを殺害した。その後Sは、Aの遺体を自身の車に積んで「岡山から大阪へ転勤になった」と両親と妹がいる大阪市住吉区の実家に帰宅した。Sは証拠隠滅を図るため、Aから奪った現金で実家近くにガレージを借り、毎日遺体を解体した。骨を細かく手で折り、肉片は大和川や近所のゴミ捨て場などに遺棄した。

#### 加害者と被害者の関係
Sは地元の公立大学を卒業後、アパレルメーカーに勤務した。その後、2008年3月よりシンフォームの正社員としてシステム管理業務に就いていた。一方、本事件の被害者であるAは地元の県立高校を卒業し、岡山市内の私立大学に進学。2009年5月より同社の派遣社員として庶務課で働いていた。働いているフロアが違っていたために顔見知り程度の関係であった。事件翌月の15日にAの葬儀が岡山市東区の葬儀場で営まれ、家族や友人ら約300人が参列した。

### 逮捕・起訴
事件翌日の2011年10月1日、被害者Aの家族が「娘が帰宅しない」と岡山県赤磐警察署に捜索願を届け出した。同6日、会社の防犯カメラに一緒に歩くAとSが映っていたことから、Sを割り出し、大阪府住吉警察署に任意同行して取り調べたところ、Sが殺害を自供したため岡山県警はSを逮捕した。同7日、大阪府警察はSが同1日から自宅近くに借りていたガレージ内でナイフや血痕のついた女性の服、女性の遺体の一部などを発見した。同8日にSは殺人容疑で岡山地方検察庁に送検された。Sは地検での検察官の取り調べの際に腰縄を外して窓から逃げ出そうとしたが取り押さえられた。同10日にDNA鑑定の結果から発見した遺体の一部が被害者Aのものと判明した。同27日に岡山地検は、殺人や死体遺棄・損壊などの罪でSを起訴した。さらに、Sは本事件以前の2011年6月から7月にかけて勤務先のテレビと掃除機（時価約15,000円相当）を盗んでいたという旨を2012年3月、地検の担当検事に告白した。これを受け岡山県警は2012年4月17日にSを窃盗容疑で再逮捕、同月26日には岡山地検がSを窃盗罪で起訴した。同年5月25日、岡山地検はSの供述からAへの強盗や性的暴行などが明らかになったため、強盗殺人・強盗強姦罪への訴因変更を岡山地方裁判所に申し立てた。

## 刑事裁判

### 公判前整理手続
2012年12月18日に本事件の公判前整理手続が終了し、裁判の争点が量刑だけに絞られることとなった。

### 第一審・岡山地裁
2013年2月5日に被告人Sの裁判員裁判の初公判が岡山地裁（森岡孝介裁判長）で開かれた。Sは「間違いありません」と起訴内容を認めた一方で、被害者Aについては「かわいそうとは思いません」と発言した。その際Sは交際相手とその結婚男性に恨みを募らせ、男性を殺害することを計画していたと告白し、今も（男性を殺害しようと）思っているのかという質問に対して、「もちろんです」と言い切った。
2月6日の第2回公判では、検察官から殺人行為をどう考えているのかという質問をされたのに対し、Sは「殺人行為は目的達成のためなら手段として是認される」と発言し、司法試験を受験した経験がある立場から「犯罪者は殺してしまえばいい」と持論を展開した。検察官から「今はあなたが犯罪者だ」と指摘されると、Sは「自分だけは特別視しています」と返答した。加えて、Sは殺人罪で起訴された後にAへの性的暴行を告白したことについて「性犯罪者というレッテルを貼られたくなかった」「裁判でまともに受け答えができないと思ったから告白しただけで反省などはない」とした。
しかし、2月7日の第3回公判でSは「両親を残して命を絶てない」「僕は間違っていました」「ごめんなさい、Aさん」と泣きながら被害者や遺族に謝罪した。Sは発言を翻したことについて「第2回公判の証人尋問におけるAの父親の話によって心情が変化した」「常に謝罪の気持ちはあったが、自分に出来ることは死刑になる以外ないと思い、気持ちを偽って裁判官に悪印象を与えようとした」と説明した。
2月8日に開かれた論告求刑で、検察側は「性欲を満たすために女性を乱暴して殺害し、証拠隠滅のために遺体を解体する入念な計画を立てた」と指摘した。その上で「動機は自己中心的で身勝手極まりない。無反省で、更生も極めて困難」としてSに死刑を求刑した。被害者Aの父親も「被告が見せた涙は悔いた涙とは思えない」と発言した。一方、弁護側は「被害者が1人で、被告人が自暴自棄に至る経緯には同情の余地がある。謝罪の時期は遅きに失したが、被告人なりに反省を深めている」と主張し死刑回避を求めた。最終陳述でSは「私に罪を償うことは出来ません。なぜなら、償いとはAさんが生きて帰ってくることだからです」と述べ、結審した。

#### 死刑判決
2013年2月14日、岡山地裁（森岡孝介裁判長）は被告人Sに求刑通り死刑判決を言い渡した。裁判長は判決理由で「被害者が1人でも性的被害を伴っており、結果は重大だ」と指摘した。当時、裁判員裁判の死刑判決は16人目で、1人殺害のケースでは3人目だった。裁判員制度下で前科がなく、1人殺害の場合では初の死刑判決だった。判決後、被害者Aの父親は「死刑を受け入れ本当の意味の反省をしてほしい」とコメントした。死刑判決を受けた際、Sは裁判長から「不服がある場合、控訴もできます」と言われたときに首を横に振った。後に被害者Aの父親は、この出来事を「死刑を受け入れる気持ちだったのだろうと思う」と発言している。

## 死刑執行

### 死刑確定
死刑判決を受け、弁護側が即日広島高等裁判所岡山支部に控訴したが、2013年3月28日付でS本人が岡山刑務所長に控訴取り下げを申し立てる書面を提出し、受理されたためSの死刑が確定することとなった。同29日、Sは弁護人を通じて自らの気持ちが記された以下の文章を公表した。

#### 刑確定後
刑確定後、Aの父親は「罪の意識を感じてほしい」という理由から広島拘置所に収容されているSに面会を求めたり、Aの幼少からの成長ぶりを綴った手紙5枚を送ったりしたが、Sからの反応はなかった。
法務大臣金田勝年が発した死刑執行命令により、死刑囚Sは刑確定から約4年4ヶ月後の2017年（平成29年）7月13日に収容先の広島拘置所で死刑を執行された（34歳没）。